# Sommerkeller

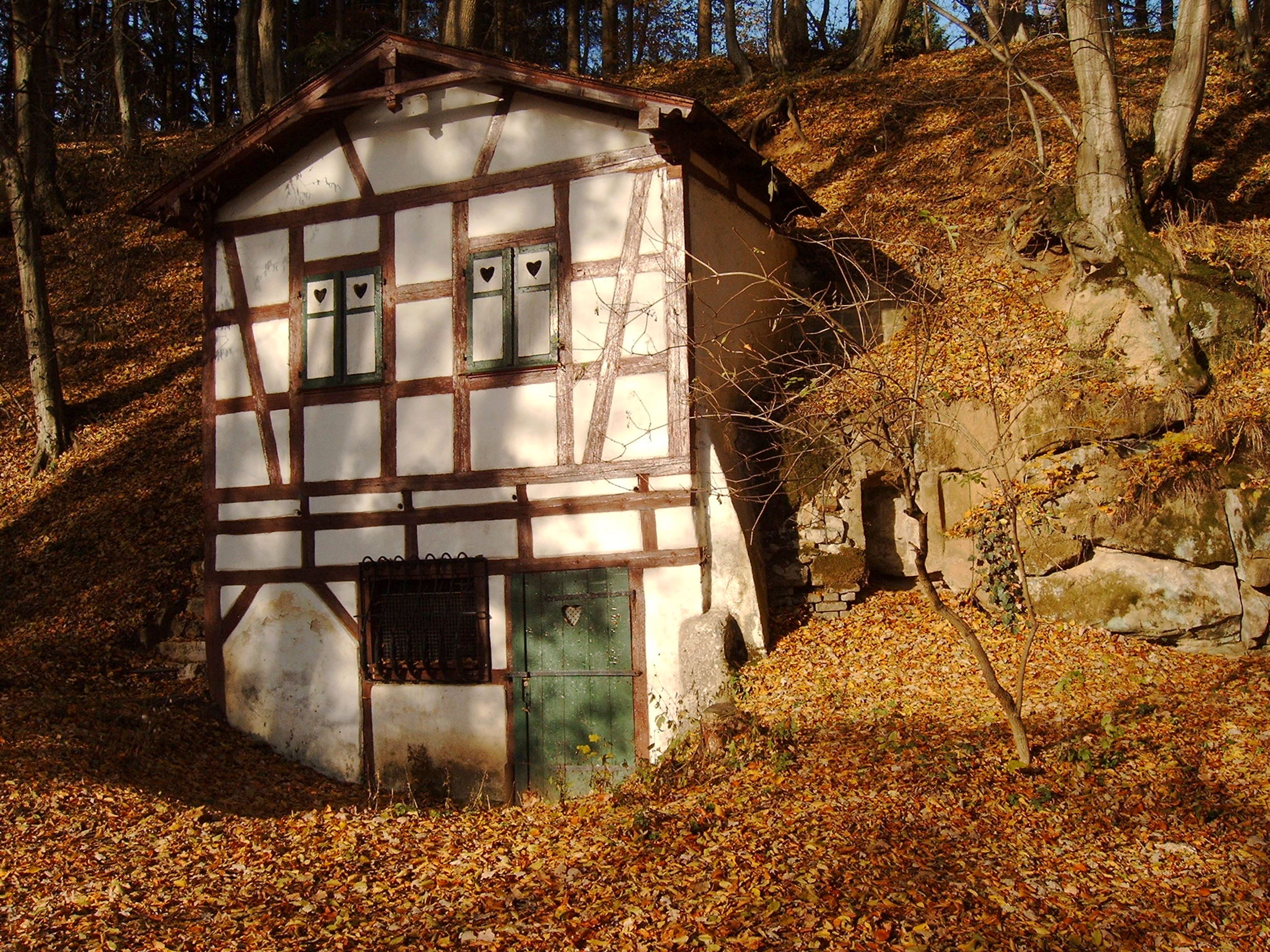
Sommerkeller mit Schankhaus

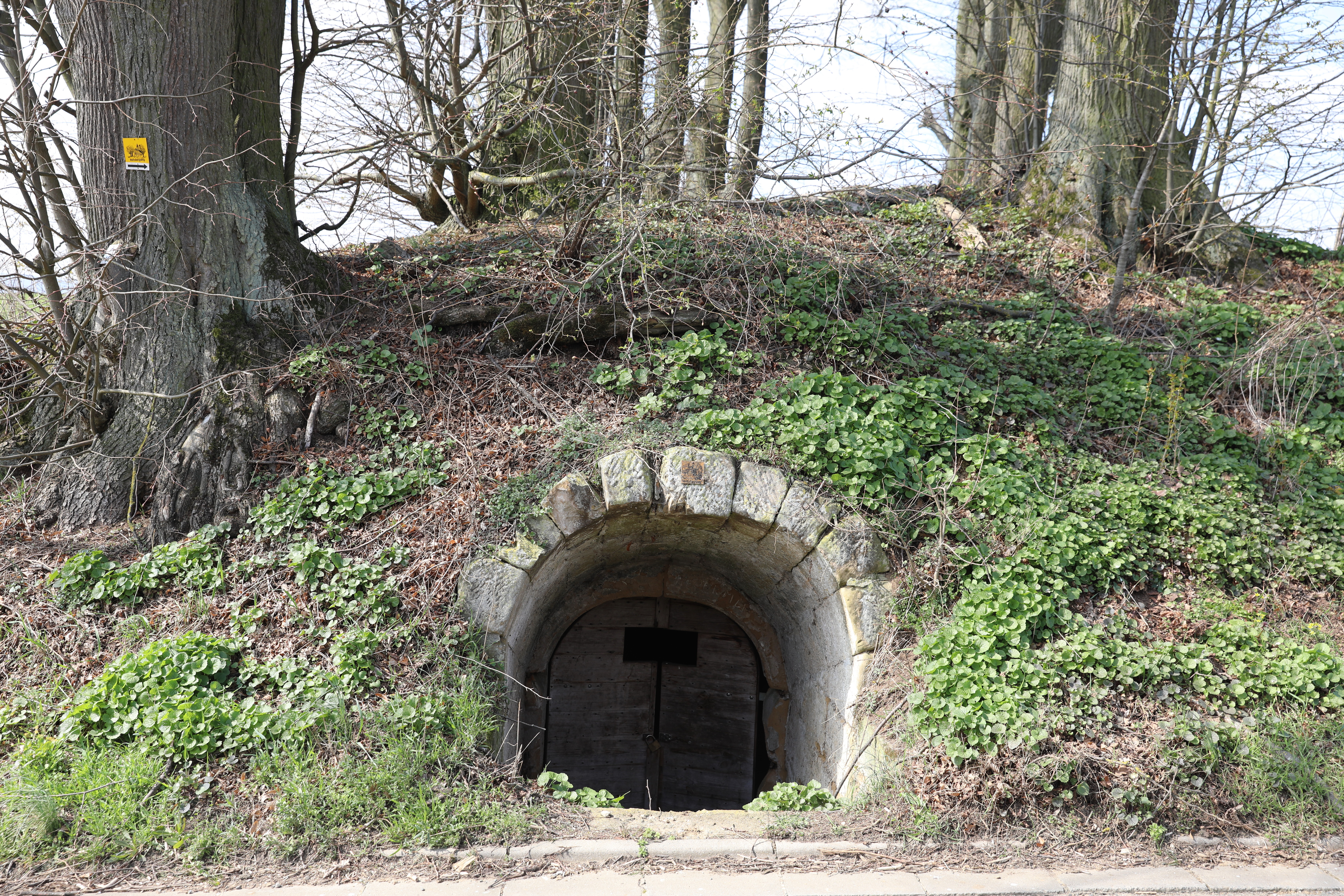
Sommerkeller, Eingang mit schattenspendenden Bäumen

Ein Sommerkeller ist ein Keller, der als gewerblich bewirtschafteter Keller genutzt wird.

## Beschreibung
Keller haben zunächst eine reine Lagerfunktion. Dafür wurden Stollen und Gänge in den Felsen getrieben. Diese Art der Keller werden als Lager- oder Felsenkeller bezeichnet.
Oft wurden diese Keller zur Lagerung von Bier verwendet und daher auch als Bierkeller bezeichnet. Der wesentliche Unterschied von einem Sommerkeller zu einem normalen Lagerkeller, ist das Einlagern des Sommerbieres und das Schankrecht. Es berechtigt den Kellerbesitzer zu einer gewerblichen Nutzung. Sommerkeller werden, wie es der Name beschreibt, vornehmlich während der heißen Sommermonate gastronomisch bewirtschaftet. Gebräuchliche Begriffe waren auch Märzenkeller oder Märzenbierkeller. Ab der Mitte des 19. Jahrhunderts wurde der Begriff verkürzt zu Keller, mit der lokal gebräuchlichen Aussage auf den Keller gehen als Freizeit- und Genusserlebnis.
Generell wird bei Felsenkellern nach Sommer- oder Lagerbierkeller und Winter- oder Schankbierkeller unterschieden. Daher wurden auch zwei verschiedene Sorten von Bier gebraut. Das obergärige Schenkbier war weniger haltbar und wurde nur bis in den Mai ausgeschenkt. Oft wurde dieses Bier auch in Eiskellern gelagert. Im Gegensatz zum Winterbier gab es das stärker gebraute und gehopfte untergärige Lager- oder Sommerbier. Der Name rührt vom Umstand, dass es den ganzen Sommer über haltbar war und ausgeschenkt werden konnte.
Die Lagerkeller befinden sich meist an exponierten Stellen außerhalb von Ortschaften. Sie wurden nach Möglichkeit an schattigen Nord- oder Osthängen von Felsen oder in kleinen Wäldchen angelegt. Die Eingänge der Keller sind häufig durch Laubbäume wie Linden und Kastanien abgeschattet. Die Bäume wurden in vielen Fällen erst im Zuge der Anlage eines Felsenkellers extra dafür angepflanzt. Ihre Aufgabe ist es dabei, den Kellereingang vor der direkten Sonneneinstrahlung abzuschirmen um einen Temperaturanstieg im Keller zu unterbinden.
Häufig sind die Keller auch mit einem Schankhaus überbaut und ergänzt wurde die Anlage durch Sitzgelegenheiten für Gäste und manchmal auch durch eine Kegelbahn.